# Брда (Словень Градець)
Брда (словен. Brda) — поселення в общині Словень Градець, Регіон Корошка, Словенія. Висота над рівнем моря: 562 м.